# 三隆法
三隆法（Sam Long Pha，？—1350年），德宏傣族称之为混三弄（Hkun Sam Long），公元13至14世纪人物，麓川（勐卯）大将、思可法之弟，思可法封其为“副王”（坚勐），并兼任孟拱王:165。
三隆法是现代傣族文化崇拜的对象，在民间被称为召三达（意为三眼王），也是瑞丽傣族所认同的地方保护神（勐神），至今仍有祭祀三隆法的活动。

## 生平

### 身世
在傣文献的记载中，三隆法与思可法有多种不同的身世背景，大部分均记载其为王族后裔、根仑与根兰后人。《勐果占璧简史》和《兴威编年史》记载，思可法与三隆法是勐卯君主芳罕的妃子与勐卯前统治者召法弄宏勐化成的神灵生下的孩子，芳罕和召法弄宏勐都是根兰（混来）后裔:33-37。《嘿勐咕勐》记载，三隆法和思可法为傣蚌之子:78。英国学者内伊·埃里亚斯根据印度阿萨姆和缅甸的文献整理出《上缅甸和云南西部掸族历史概述》一书，当中记载，思可法与三隆法之父名为召艾莫康能（Chau-Ai-Mo-Kam-Neng），召艾莫康能是根苏（Kun-Su）的后人，根苏则是根仑（混陆）七子、孟养君主:17。

### 西征阿洪姆
许多文献都记载了三隆法西征“勐卫萨丽”（Mong Wehsali）的故事，“勐卫萨丽”即阿洪姆王国，今印度阿萨姆邦。现代研究认为三隆法西征的故事与德宏傣族西迁形成阿洪姆人的历史有关，但各文献所载的故事多少有异，尤以时间差异为甚，云南大学教授何平认为，可能由于德宏傣族西迁形成阿洪姆人经历了两个阶段，一次是13世纪时苏卡法（阿洪姆王国缔造者）西迁，一次是14世纪时三隆法西迁。
《勐果占璧简史》记载，1318年，思可法任命三隆法为总兵，起兵90万西征勐卫萨丽，最后设计使勐卫萨丽投降纳贡:48-49。《嘿勐咕勐》记载，1347年，思可法命三隆法挂帅，集结数万军队、两千战象，西征伊洛瓦底江以西各国。《上缅甸和云南西部掸族历史概述》记载的时间是1215年:40，《刀思忠及其先祖史》记载为1321年。印度曼尼普尔的文献《曼尼普尔诸王编年史》称，三隆法于塞迦历620年（公元698年）吞并了帕沙（Pasa，卡恰尔王国都城，今阿萨姆邦），又在康拉（今曼尼普尔邦）停留了十年:29。

### 建立孟养
按《上缅甸和云南西部掸族历史概述》说法，三隆法征勐卫萨丽时，于今莫冈西渡伊洛瓦底江，他在河床中发现了一面镶嵌蓝宝石的鼓，认为这是个好兆头，于是建立了孟拱城（“拱”ᥐᥩᥒ，傣语意为“鼓”）:40。孟拱这时是一个地跨莫宁、钦敦江、坎底等缅北广大地区的国家:200。1228年，三隆法西征勐卫萨丽班师回到孟拱，思可法嫉妒影响力如日中天的三隆法，于是将其毒死:18。
德宏地区的傣族文献并未提及三隆法建立孟拱之事，在《勐果占璧简史》、《兴威编年史》、《嘿勐咕勐》、《刀思忠及其先祖史》中，三隆法受到手下大将的陷害：大将强逼三隆法在孟养建国，三隆法坚决不从，大将于是向思可法诬告三隆法企图另立门户，最终思可法赐三隆法毒酒自尽:49-50:83-84。

## 文化象征
德宏傣族的文化中包括许多由历史演变为原始崇拜的内容，瑞丽地区的傣族将“召三达”作为地方保护神（勐神）:94，召三达的原型正是三隆法。历史上会在每年的5月（傣历7月）举行祭祀，择日以初七、十七、二十七为宜，主祭人是勐卯正印土司，祭坛位于今瑞丽市区以东的广贺罕山北坡，祭品选用黄牛、公鸡、米酒、饭、茶等物（与勐神“召货罕”即思可法同时祭祀）。1958年，瑞丽修建引水工程“团结大沟”，召三达祭坛被毁。民间对“召三达”勐神的敬仰依然存在，当地居民自发在召货罕勐神祭坛原址修建了“神宫”，召货罕、召三达和瑞丽另一位勐神贺闷的祭坛集中用召货罕的“神宫”代替，主祭人改为邻近的棒蚌村村长:76-78。